# 四强联盟
四强联盟（英語：Power Four Conference）（2024年联盟调整前稱五强联盟（Power Five Conference）），是指美国四个主要大学体育竞技联盟，属于NCAA第一级别分区赛，這些联盟被認為是NCAA運動比賽的頂級隊伍，联盟球隊有優先晉級全國冠軍賽和美式足球季後賽的資格。四个联盟分别为大西洋沿岸联盟、十大联盟、12大联盟及东南联盟（2024年前包括太平洋十二校联盟）。而NCAA分区中另外有五个联盟，分别为美国竞技联盟、合众国联盟、中美国联盟、山西联盟及太阳带联盟，合称五团联盟。

## 大学美式足球季后赛
四强联盟中的美式足球球队表现，为最强的表现。而四强联盟中的胜出者，在大学美式足球季后赛中，可获得较五团联盟更优惠的对场安排。

## 冠军碗系列赛
而在2014赛季开始前的冠军碗系列赛中，当年的六强联盟中的胜出者更有自动出线的优惠。